# GRS 1915+105
GRS 1915+105 또는 독수리자리 V1487는 독수리자리 방향으로 지구로부터 약 40,000 광년 떨어져 있는 엑스선 쌍성이다. 다른 엑스선 쌍성들이 그렇듯, GRS 1915+105는 블랙홀로 추측되는 밀집성과 평범한 K형 거성으로 이루어져 있다. 1992년 8월 15일 Granat가 발견했다. "GRS"는 "GRANAT source"의 약자이며, "1915"는 적경(19시 15분), "105"는 0.1 도 단위로 표시한 적위(10.5도이다) 단위를 뜻한다. GRS 1915+105는 우리 은하 안에서 발견된 항성 블랙홀들 중 가장 질량이 큰데, 그 값은 태양 질량의 10 ~ 18배 수준일 것으로 추측된다. 이 블랙홀은 마이크로 퀘이사이기도 한데, 1초에 1,150회라는 매우 빠른 속도로 회전하고 있는 것으로 보인다. 블랙홀의 주위에는 먼지 원반이 둘리어 있는데, 원반의 폭은 태양과 수성 사이 거리의 절반이 넘는다.

## 초광속 전파원

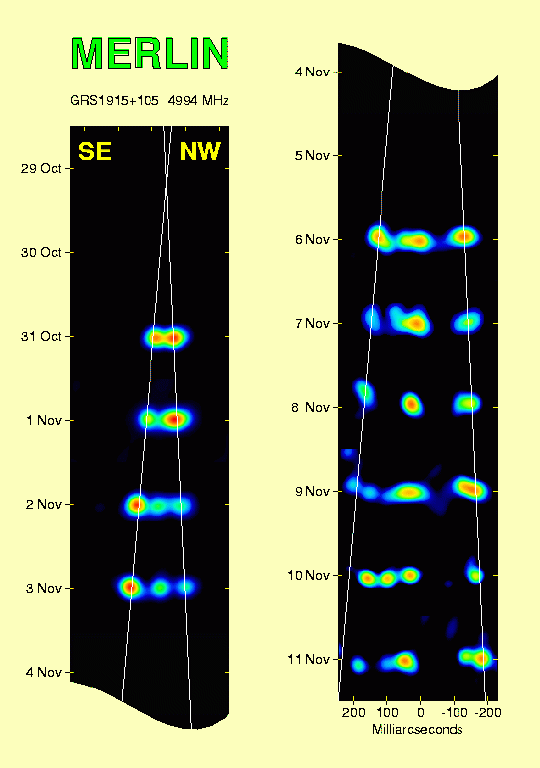
엑스선 파장대로 MERLIN이 수 일에 걸쳐 촬영한 GRS 1915+105의 모습.

1994년 GRS 1915+105가 빛보다 빠르다고 추측되는 속도로 물질을 뱉고 있는 현상이 관측되었다.
VLA나 MERLIN, VLBI 등의 전파 망원경들을 통해 항성계의 양극으로부터 반대 방향으로 가속된 입자들이 전파 주파수에서 싱크로트론 복사를 하면서 흘러 나가는 현상을 관측할 수 있었다. 이 연구들을 통해, 빛보다 빨라 보였던 입자들의 운동은 도플러 가속 효과가 불러온 착시 효과였던 것으로 밝혀졌다. 입자들의 실제 속도는 광속의 약 90퍼센트 수준이다.

## 참고 문헌
1. 1 2  Fender R. P., Garrington S. T., McKay D. J., Muxlow T. W. B., Pooley G. G., Spencer R. E., Stirling A. M., Waltman E. B., 1999, MNRAS, 304, 865
2. ↑  Infrared Spectroscopy of the Superluminal Galactic Source GRS 1915+105 during the 1994 September Outburst
3. ↑  A Very Massive Stellar Black Hole in the Milky Way Galaxy 보관됨 2007-08-28 - 웨이백 머신 2001-11-28 (ESO)
4. ↑  GRS 1915+105
5. ↑  “Black hole spins at the limit”. 2012년 5월 7일에 원본 문서에서 보존된 문서. 2012년 5월 7일에 확인함. 다음 글자 무시됨: ‘ COSMOS magazine ’ (도움말)
6. ↑  Hannu Karttunen 외 (2008년 9월 1일). 《기본천문학》. (주)시그마프레스. 367쪽. ISBN 978-89-5832-536-9.
7. ↑  Mirabel I. F., Rodríguez L. F., 1994, Nat, 371, 46

- (영어) Simbad
- (영어) GRS 1915+105
- (영어) MICRO-QUASAR WITHIN OUR GALAXY
- (영어) The micro quasar GRS 1915+105